# Ретезат
Ретеза́т — национальный парк Румынии. Расположен на одноимённой горной цепи Ретезат. В 1979 году часть парка была объявлена биосферным заповедником ЮНЕСКО. Высочайшей точкой парка является вершина Пеляга (2 509 м).

## Фауна

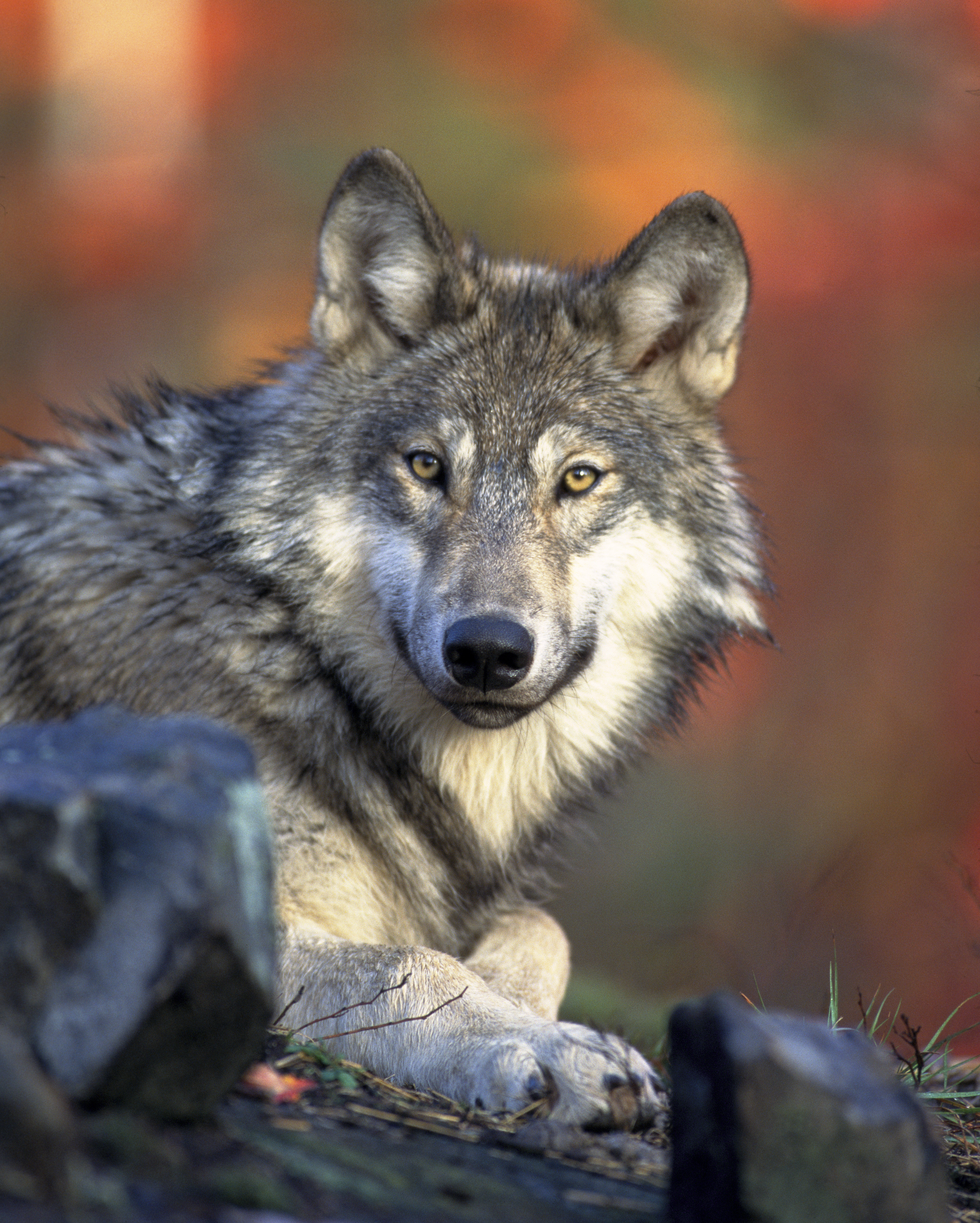
Волк

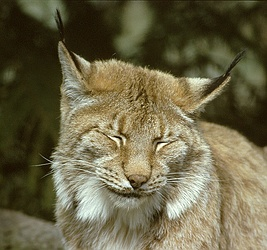
Рысь

Национальный парк — это родина крупных видов европейских хищников, таких как бурый медведь, волк и рысь, а также менее крупных, таких как обыкновенная лисица или среднеевропейская лесная кошка. Здесь встречается также благородный олень, европейская косуля и кабан. На высокогорье живут серны и альпийский сурок. В реках национального парка живут речные выдры, форели и темнотелки. Сосновые леса населяют глухари, кедровые — кедровки.
Дневные хищные птицы представлены редким беркутом, а также малым подорликом, филином, белоголовым сипом и бурым грифом.
Среди 120 прочих видов птиц в национальном парке гнездятся зяблик, певчий дрозд, белозобый дрозд, малая мухоловка, пеночка-теньковка и скалистая ласточка, обыкновенная чечевица, трёхпалый дятел, рогатый жаворонок. Поэтому национальный парк объявлен также особой охраняемой областью птиц.
Рептилии представлены гадюкой, а амфибии — альпийским тритоном.

## Флора
Более одной трети румынской флоры можно найти в горах Ретезат.
Горные луга образуют основу для богатой альпийской флоры. В горных регионах растут различные лесные виды, такие как буки, ели и пихты, берёзы и рябины. На субальпийских высотах часто встречаются сосны. Граница лесов лежит на отметке 1 900 м, где время от времени ещё несколько елей сопротивляются резкому климату. Европейские кедры предлагают основу питания для многих видов птиц. В некоторых областях растёт рододендрон, встречается также и ольха зелёная. Среди высоких вершин господствуют осыпь и камни.
Охрана богатой альпийской флоры стала основной причиной основания национального парка.
Некоторые из встречающихся здесь видов относительно редкие, например, Dianthus glacialis, крупка, мытник, Primula minima, астрагал, Мелколепестник едкий (Erigeron acris), полынь и Nigritella.
Национальный парк Ретезат — это генетический центр двух важных родов горных растений, ястребинки и мятлика.